# Зуни
Зуните (известни още като Ашиви) са индианско племе, един от народите Пуебло. Те живеят в Пуебло на зуни на река Зуни, която е приток на р. Литъл Колорадо в западната част на Ню Мексико. Зуни е на 55 км южно от Галуп, Ню Мексико и в него живеят близо 6000 души, от които почти всички са индианци, като 43% от населението му живеят под прага на бедността.

## Култура
Зуните говорят на зуниски — уникален език, който не е свързан с езиците на останалите народи Пуебло. Зуните продължават да практикуват своята традиционна шаманистка религия с нейните обреди и танци и самостоятелна митология.
Панаирът на племето зуни и родеото се състоят на всеки трети уикенд през август. Зуните участват в междуплеменните ритуали в Галуп.

## История
Зуните, подобно на другите народи Пуебло, вероятно са потомци на древните народи пуебло (т. нар. Анасази), които са живели в Ню Мексико, Аризона, Южно Колорадо и Юта хиляда години.
Археологическите находки сочат, че зуните живеят по днешните си земи от около 1300 години.
Преди въстанието на пуебло (1680 г.) зуните живеели в шест отделни селища. В периода от въстанието до 1692 те живеят в защитената местност на върха на Доуа Ялане — високо скалисто плато на 5 км² югоизточно от днешния пуебло на зуни. След помиряването и завръщането на испанците зуните се преместват в земите, които днес обитават, като за кратко се връщат на върха на платото през 1703.
Франк Хамилтън Кушинг, пионер в антропологията, живее със зуните от 1879 до 1884. Той е един от първите етнолози, осъществили т. нар. включено наблюдение сред зуните.